# Ванджіра Матаї
Ванджіра Матаї (нар. грудень 1971 р.) — кенійська вчена-еколог і активістка, віце-президент і регіональний директор з Африки в Інституті світових ресурсів, що знаходиться в Найробі (Кенія). У цій ролі вона займається глобальними проблемами, включаючи вирубку лісів та доступ до енергії. Журналом New African Magazine вона була обрана однією із 100 найвпливовіших африканців та африканок у 2018 році за її роль старшої радниці в Інституті світових ресурсів, а також за її нещодавню кампанію з посадки понад 30 мільйонів дерев завдяки своїй роботі в Зеленому поясі.

## Раннє життя та освіта
Ванджіра народилася та виросла у Кенії. Її мати, Вангарі Маатаї, була суспільною, екологічною і політичною активісткою і першою африканкою, яка отримала Нобелівську премію миру в 2004 році.
Матаї була студенткою середньої школи для дівчат State House в Найробі. Після закінчення середньої школи вона переїхала до Нью-Йорка, щоб навчатися в коледжах Гобарт та Вільяма Сміта, де здобула спеціальність біології та закінчила в 1994 році. Вона отримала ступінь магістерки громадського здоров'я та ділового адміністрування в Університеті Еморі. Після закінчення навчання Ванджіра приєдналася до Центру Картера, де працювала над боротьбою з хворобами. Тут вона дізналася про хвороби, які вражали африканські спільноти, такі як дракункульоз, онхоцеркоз та лімфатичний філяріоз.

## Дослідження та кар'єра

### Рух «Зелений пояс»
Матаї входить до Всесвітньої ради майбутнього та в правління Руху зеленого поясу. Рух зеленого поясу був заснований матір'ю Ванджіри Вангарі в 1977 році. Із 2002 року Матаї обіймала посаду директора з міжнародних справ Руху зеленого поясу, а пізніше була призначена виконавчим директором організації. У цій організації вона керувала програмами збору коштів та контролювала мобілізацію ресурсів, а також сприяла міжнародним зв’язкам. Ванджіра зрозуміла, що жінки були більш чуйними, коли Рух «Зелений пояс» закликав людей допомогти посадити дерева. Вона розповіла, що її робота з посадки дерев, яку також називають агролісом, була натхнена природоохоронною роботою її матері. Після того, як її мати отримала Нобелівську премію миру, Матаї супроводжувала її у світовому турне. Коли в 2011 році її мати померла, Ванджіра допомогла клубу пережити час переходу.

### Інші організації та фонди

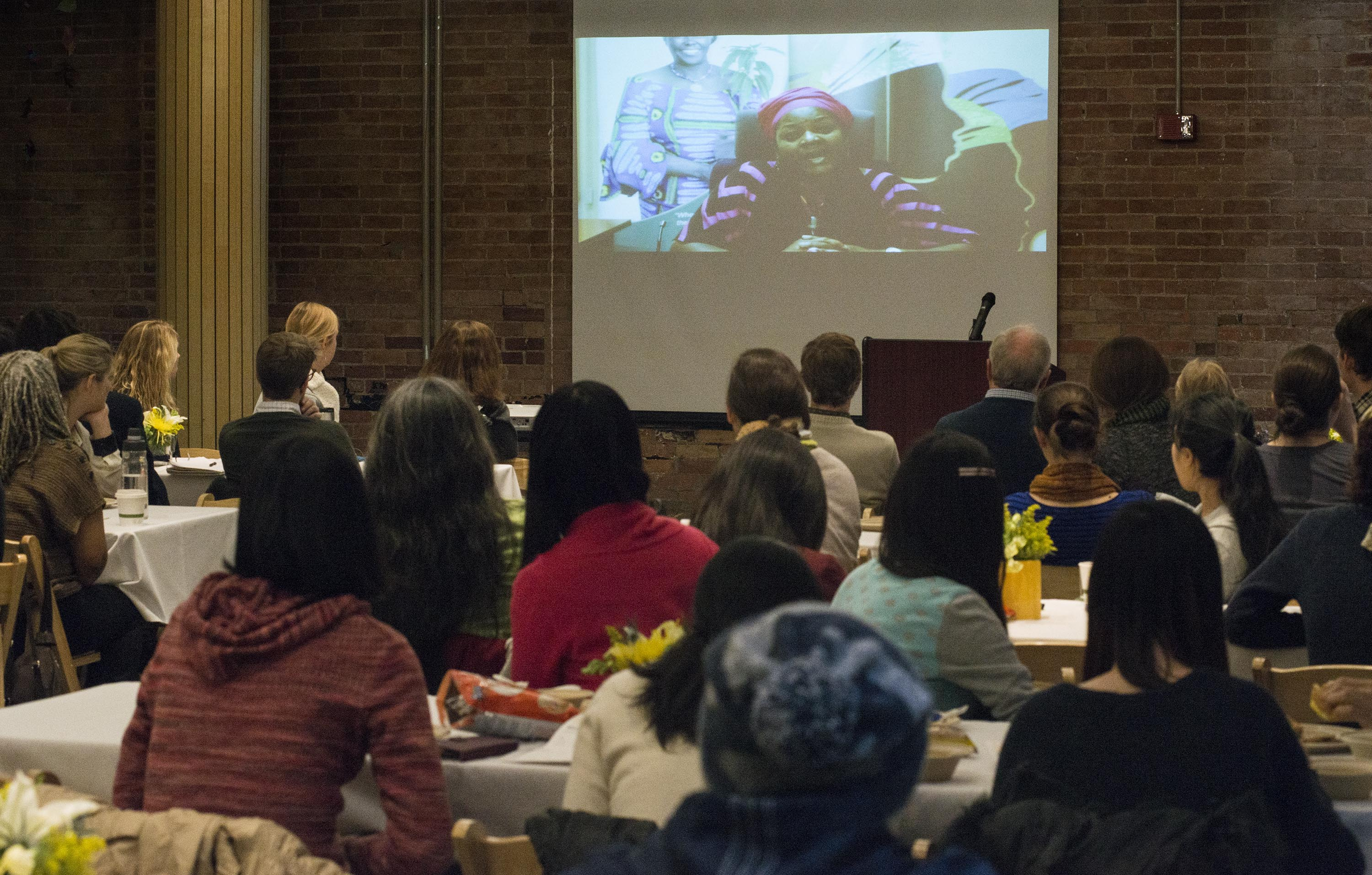
Ванджіра Матаї виступає як директор Інституту Вангарі Маатаї

Матаї є старшою радницею Партнерства жінок-підприємиць у відновлюваних джерелах енергії, який просуває жінок у лідерки з відновлюваної енергетики, намагаючись принести відновлювані джерела енергії майже чотирьом мільйонам жінок у Східній Африці. Для Матаї залучення жінок до використання відновлюваної енергетики є одним з економічних можливостей, які відповідають низці Цілей сталого розвитку. Незважаючи на модернізацію, що відбувається в Кенії, жінки все ще витрачають кілька годин на день, збираючи дрова, а половина всіх смертей дітей до 5 років відбувається через забруднення повітря в побуті. Матаї входить до консультативної ради Альянсу чистої кухні, а також є членом Міжнародної ради глави Землі. Також вона входить до Ради опікунів Центру міжнародних досліджень лісового господарства (CIFOR). Вона також є однією з кількох шести секунд, які практикують EQ.
З 2016 року Матаї обіймає посаду голови Фонду Вангарі Маатаї. Фонд прагне просувати спадщину Вангарі Маатаї, пропагуючи молодим людям культуру цілеспрямованості, яка має зробити їх лідерами. На запитання про її роботу з фондом Матхаї відповіла: «Я не живу в тіні моєї матері, я гріюся в її світлі». Фундація має три пріоритети: підтримувати дім Вангарі Мута Маатаї, прищепити молоді лідерські навички, щоб сприяти творчості та сміливості в молодому віці (Wanakesho), і стипендіальна підтримка молоді. Її віра у важливість освіти молоді проілюстрована її роботою директором проєкту Інституту дослідження миру та навколишнього середовища Вангарі Маатаї в Університеті Найробі (WMI). Цей інститут зосереджується на просуванні позитивної етики та сталого розвитку. Виховання молоді завжди було однією з цілей Маатаї, і вона стверджує: «Люди не народжуються зіпсованими. У якийсь момент цій поведінці сприяє культура, яка сприяє індивідуальному виграшу, а не колективному прогресу». Вона вважає, що освіта молоді дозволить побудувати мир і зменшити корупцію в Кенії, оскільки молодь виросте, щоб стати майбутніми лідерами. Вона часто говорить на ці теми, оскільки є мотиваційною доповідачкою на теми молодіжного лідерства, навколишнього середовища та зміни клімату.
Крім того, Матаї входить до ради Всесвітнього центру агролісоводства (ICRAF) у Кенії. У 2018 році журналом New African Magazine Матаї була обрана як одна зі 100 найвпливовіших африканок та потрапила у список найвпливовіших африканських жінок за версією Африканського університету лідерства.
Станом на грудень 2019 року Матаї обіймала посаду віце-президента та регіонального директора з Африки в Інституті світових ресурсів. У цій якості Матаї переконала міністра навколишнього середовища Кенії Джуді Вакхунгу взяти на себе зобов’язання відновити 12,6 мільйонів акрів вирубаних лісів у Кенії до 2030 року, спираючись на спадщину екологічної активності її матері. Це частина Ініціативи відновлення африканських лісових ландшафтів (AFR100), яку контролює Матаї. За нею планується відновлення понад 100 мільйонів гектарів вирубаних лісів в Африці до 2030 року.

## Нагороди
У квітні 2023 року журнал TIME назвав Ванджіру однією зі 100 найвпливовіших людей 2023 року. У листопаді 2023 року вона увійшла до списку "100 жінок BBC".